# Интернет в Танзании
Интернет в Танзании доступен с 1995 года, но до 2009 года оптоволоконное соединение было недоступно, подключение осуществлялось с использованием спутниковых сетей. В 2009—2010 годах компании SEACOM и EASSy (cable system) осуществили прокладку подводных оптоволоконных кабелей, что обеспечило подключение к Интернету в Танзанию на более высоких скоростях, с меньшими издержками и низкой стоимостью. Благодаря этому скорость доступа в Интернет выросла с 90-200 кбит/с в конце 2008 года до 1,5-1,8 Мбит/с в конце 2009 года с дальнейшими ростом до 3,6-4,2 Мбит/с в 2013 году.
Домен верхнего уровня Танзании — .tz.
Интернет-пользователи:
- 678 тысяч пользователей, 111-е место в мире (2009)[3];
- 6,1 млн пользователей, 51-е место в мире; 13,1 % населения , 161-е место в мире (2012)[4][5];
- Фиксированный широкополосный доступ: 3753 абонента, 164-е место в мире; менее 0,05 % населения, 187-е место в мире (2012)[4][6]
- Беспроводной широкополосный доступ:698531 абонента, 81-е место в мире; 1,5 % населения, 130-е место в мире (2012)[7]
- Интернет-хостов:26074 хостов, 110-е место в мире (2012)[3];
- IPv4:339712 адресов, менее 0,05 % от мирового объёма, 7,8 адресов на 1000 человек (2012)[8].

## Интернет-провайдеры
Некоторые из интернет-провайдеров, работающих в Танзании:
- Africa Online[англ.]
- Afsat Communications Tanzania Limited
- Arusha Node Marie
- Benson Online
- Cats-Net
- Juasun.net
- Kicheko
- Raha
- SimbaNet
- Spicenet
- Tansat
- Tanzania Telecommunications Company Limited (TTCL).
- University of Dar es Salaam Computing Centre
- ZanLink